# Shane Taylor
Shane Taylor (Dover, 13 marzo 1974) è un attore cinematografico inglese, principalmente noto per la sua parte del medico Eugene Roe nella miniserie Band of Brothers - Fratelli al fronte sulla seconda guerra mondiale.

## Biografia
Taylor ha partecipato alla Webber Douglas Academy of Dramatic Art di Londra e ha ricevuto il Premio di Studio Cameron Mackintosh. È apparso in alcuni episodi delle serie tv Where the Heart Is e Dangerfield. La sua voce è stata utilizzata nel 2006 nel video game Shinobido: Way of the Ninja nel ruolo di Goh. Nel 2009 è apparso nel ruolo di John Wyndham nel film The Day of the Triffids della BBC con Brian Cox e Vanessa Redgrave, così come nel film Bomber del 2009.
Nel 2010 Taylor è apparso al fianco di Danny Dyer nel film horror inglese Devil's Playground. Nel 2012 interpreta il ruolo di Craig Hanson nella serie Strike Back: Vengeance. Nel 2013 Shane interpreta Andy Stafford nel noir della BBC Quirke, interpretato da Gabriel Byrne e Michael Gambon. Recita inoltre nei panni di Miklos Horthy Jr. nel lungometraggio sulla seconda guerra mondiale Walking With The Enemy99, interpretato da Jonas Armstrong, William Hope e Ben Kingsley.
Nel 2020 presta la voce a un personaggio per il videogioco Cyberpunk 2077. 

## Vita privata
Shane Taylor è sposato con Ashley McKinney, e hanno due figli.

## Filmografia
- All Along the Watchtower (1999)
- Qui dove batte il cuore (1999)
- Dangerfield (1999)
- P.O.V. (2000)
- Stanza in affitto (2000)
- Band of Brothers - Fratelli al fronte (2001)
- Comedy lab (2004)
- Bomber (2009)
- Il giorno dei trifidi (2009)
- The Devil's Playground (2010)
- Strike Back: Vengeance (2012)
- Quirke (2013)
- Walking with the Enemy (2013)
- Sons of Liberty - Ribelli per la libertà (2015)
- Hunter Killer - Caccia negli abissi (Hunter Killer), regia di Donovan Marsh (2018)